# Morti nel 1980/Novembre
| Questa pagina contiene informazioni ricavate automaticamente dalle voci biografiche con l'ausilio del template Bio e di un bot. L'aggiornamento è periodico e automatico e ricostruisce completamente la pagina. Se manca una persona in questa lista, sei pregato di non aggiungerla, ma accertati piuttosto che la sua voce biografica contenga il template Bio e che i dati anagrafici siano correttamente compilati. Se il template Bio manca, inseriscilo tu stesso o, in alternativa, metti l'avviso {{tmp\|Bio}} che ne segnala la mancanza. Se i dati riportati sono sbagliati, correggi direttamente la voce biografica; le modifiche saranno visibili in questa lista entro pochi giorni. Per chiarimenti vedi il progetto biografie. La lista contiene solo le 108 persone che sono citate nell'enciclopedia e per le quali è stato implementato correttamente il template Bio. Pagina aggiornata al 3 mar 2024. |

- 1º novembre - Guerriera Guerrieri, bibliotecaria italiana (n. 1902)
- 1º novembre - Prudent Joye, ostacolista francese (n. 1913)
- 2 novembre - Gaspare Pignatelli, politico italiano (n. 1900)
- 2 novembre - Kikue Yamakawa, scrittrice e attivista giapponese (n. 1890)
- 3 novembre - Giuseppe Alberganti, operaio, sindacalista e antifascista italiano (n. 1898)
- 3 novembre - Ludwig Hohl, scrittore svizzero (n. 1904)
- 3 novembre - Bronisław Knaster, matematico polacco (n. 1893)
- 4 novembre - Heinrich Bachmann, calciatore e allenatore di calcio svizzero (n. 1888)
- 4 novembre - Noel Langley, scrittore e sceneggiatore statunitense (n. 1911)
- 5 novembre - Karel Hejma, calciatore cecoslovacco (n. 1905)
- 5 novembre - Mohammed Salim, calciatore indiano (n. 1904)
- 6 novembre - Ali Benouna, calciatore francese (n. 1907)
- 6 novembre - Giovanni De Carli, calciatore italiano (n. 1903)
- 6 novembre - Alessandro Lissoni, architetto, designer e urbanista italiano (n. 1907)
- 6 novembre - Wilbur Schu, cestista statunitense (n. 1922)
- 6 novembre - Lionel Smith, calciatore inglese (n. 1920)
- 7 novembre - Domenico Beneventano, politico italiano (n. 1948)
- 7 novembre - Emilio Cigoli, attore, doppiatore e direttore del doppiaggio italiano (n. 1909)
- 7 novembre - Frank Duff,  irlandese (n. 1889)
- 7 novembre - Norman Marshall, regista teatrale, direttore teatrale e produttore teatrale inglese (n. 1901)
- 7 novembre - Steve McQueen, attore e pilota automobilistico statunitense (n. 1930)
- 8 novembre - Claudio Bincaz, calciatore, rugbista a 15 e velista argentino (n. 1897)
- 8 novembre - Luigi Carraro, giurista e politico italiano (n. 1916)
- 8 novembre - Sherman Clark, canottiere statunitense (n. 1899)
- 8 novembre - Friedo Dörfel, calciatore tedesco (n. 1915)
- 8 novembre - Aimé-Pierre Frutaz, archeologo e storico italiano (n. 1907)
- 8 novembre - Julian Wintle, produttore cinematografico e produttore televisivo britannico (n. 1913)
- 9 novembre - Mauro Fenoglio, calciatore italiano (n. 1904)
- 9 novembre - Michele Fragali, giurista e magistrato italiano (n. 1897)
- 9 novembre - Carmel Myers, attrice statunitense (n. 1899)
- 9 novembre - Toyen, pittrice e illustratrice ceca (n. 1902)
- 9 novembre - Ferdinando Trabattoni, calciatore italiano (n. 1903)
- 9 novembre - Silvio Zaniboni, scultore italiano (n. 1896)
- 10 novembre - Alessandro Giuntoli, architetto italiano (n. 1895)
- 11 novembre - Andrej Amal'rik, scrittore russo (n. 1938)
- 11 novembre - Renato Barbieri, canottiere italiano (n. 1903)
- 11 novembre - Louis Charavel, pilota automobilistico francese (n. 1890)
- 11 novembre - Amilcare Fantoli, geografo e climatologo italiano (n. 1891)
- 12 novembre - Mario Cirillo, politico italiano (n. 1923)
- 12 novembre - Harold Dash, pallanuotista statunitense (n. 1917)
- 12 novembre - Eva Prout, attrice statunitense (n. 1894)
- 13 novembre - Germinal Concordia, partigiano, anarchico e politico italiano (n. 1913)
- 13 novembre - Etienne-Auguste-Germain Loosdregt, vescovo cattolico e missionario francese (n. 1908)
- 13 novembre - Giovanni Rizzo, arcivescovo cattolico italiano (n. 1890)
- 13 novembre - Elbridge Ross, hockeista su ghiaccio statunitense (n. 1909)
- 13 novembre - Gauntlett Rowe, calciatore giamaicano (n. 1945)
- 14 novembre - Nick Dennis, attore greco (n. 1904)
- 14 novembre - Harry Hardt, attore austriaco (n. 1899)
- 14 novembre - Johnny Horan, cestista statunitense (n. 1932)
- 14 novembre - Pierre Magne, ciclista su strada francese (n. 1906)
- 15 novembre - Joan Fleming, scrittrice britannica (n. 1908)
- 15 novembre - Erwin Hochsträsser, calciatore svizzero (n. 1911)
- 15 novembre - Harri Larva, mezzofondista finlandese (n. 1906)
- 15 novembre - Bill Lee, cantante statunitense (n. 1916)
- 15 novembre - Emilio Pujol, chitarrista e compositore spagnolo (n. 1886)
- 15 novembre - Giuseppe Rossoni, calciatore italiano (n. 1900)
- 16 novembre - Boris Aronson, scenografo russo (n. 1898)
- 16 novembre - Nikolaus Biewer, calciatore tedesco (n. 1922)
- 16 novembre - Mario Salmi, storico dell'arte e critico d'arte italiano (n. 1889)
- 17 novembre - David Marr, neuroscienziato britannico (n. 1945)
- 17 novembre - Hans Wetterström, canoista svedese (n. 1923)
- 19 novembre - Hazel Forbes, ballerina e attrice statunitense (n. 1910)
- 19 novembre - Norman Judd, pallanuotista irlandese (n. 1904)
- 20 novembre - Sandro Calvesi, allenatore di atletica leggera italiano (n. 1913)
- 20 novembre - Avtandil Ghoghoberidze, calciatore sovietico (n. 1922)
- 20 novembre - Richard Hallock, archeologo statunitense (n. 1906)
- 20 novembre - John McEwen, politico australiano (n. 1900)
- 21 novembre - Antonino D'Angelo, poliziotto italiano (n. 1955)
- 21 novembre - Sara García, attrice messicana (n. 1895)
- 21 novembre - László Rédei, matematico ungherese (n. 1900)
- 21 novembre - Erich Reschke, sindacalista e politico tedesco (n. 1902)
- 22 novembre - Harry Halm, attore tedesco (n. 1902)
- 22 novembre - Marienetta Jirkowsky, attivista tedesca (n. 1962)
- 22 novembre - Jules Léger, diplomatico e politico canadese (n. 1913)
- 22 novembre - Ferdinando Mandrini, ginnasta italiano (n. 1897)
- 22 novembre - Mae West, attrice statunitense (n. 1893)
- 23 novembre - Hans von Aulock, banchiere e numismatico tedesco (n. 1906)
- 23 novembre - Sangad Chaloryu, ammiraglio e politico thailandese (n. 1915)
- 23 novembre - Michele Federici, arcivescovo cattolico italiano (n. 1911)
- 23 novembre - Marianne Rie Kris, psicoanalista austriaca (n. 1900)
- 23 novembre - Jean Templin, calciatore polacco (n. 1928)
- 24 novembre - Gabriel Casaccia, scrittore paraguaiano (n. 1907)
- 24 novembre - Jeanne Matthey, tennista francese (n. 1886)
- 24 novembre - George Raft, attore statunitense (n. 1901)
- 24 novembre - Herbert Agar, storico e giornalista statunitense (n. 1897)
- 24 novembre - Henrietta Hill Swope, astronoma statunitense (n. 1902)
- 25 novembre - Antonio Carrelli, fisico italiano (n. 1900)
- 25 novembre - Herbert Flam, tennista statunitense (n. 1928)
- 26 novembre - Giovanni Greppi, calciatore italiano (n. 1910)
- 26 novembre - Giuseppe Lobianco, calciatore italiano (n. 1900)
- 26 novembre - Conrad A. Nervig, montatore statunitense (n. 1889)
- 26 novembre - Rachel Roberts, attrice britannica (n. 1927)
- 26 novembre - Giuseppe Soravia, bobbista italiano (n. 1948)
- 26 novembre - Konrad Wachsmann, architetto tedesco (n. 1901)
- 27 novembre - Ferenc Hepp, arbitro di pallacanestro e dirigente sportivo ungherese (n. 1909)
- 28 novembre - Bernard Fergusson, generale, storico e politico britannico (n. 1911)
- 28 novembre - Giuseppe Filippo, poliziotto italiano (n. 1930)
- 28 novembre - Gavino Gabriel, compositore e etnomusicologo italiano (n. 1881)
- 28 novembre - Sarah Y. Mason, sceneggiatrice statunitense (n. 1896)
- 28 novembre - Mia May, attrice e cantante austriaca (n. 1884)
- 28 novembre - Birendranath Sircar, produttore cinematografico indiano (n. 1901)
- 29 novembre - Dorothy Day, giornalista statunitense (n. 1897)
- 29 novembre - Edith Evanson, attrice statunitense (n. 1896)
- 29 novembre - Babe London, attrice statunitense (n. 1901)
- 30 novembre - Cartola, cantante, compositore e chitarrista brasiliano (n. 1908)
- 30 novembre - Amedeo D'Albora, ingegnere, dirigente sportivo e politico italiano (n. 1896)
- 30 novembre - Mieko Fukui, cestista giapponese (n. 1956)
- 30 novembre - Joyzelle Joyner, attrice e ballerina statunitense (n. 1905)